# Матті Хейккінен
Матті Хейккінен (фін. Matti Heikkinen, 19 грудня 1983) - фінський лижник, чемпіон світу. 
Матті Хейккінен бере участь у міжнародних змаганнях з лижних перегонів з 2002 року. Він виборов дві бронзові медалі чемпіонату світу 2009, що проходив у Ліберці — у гонці на 15 км та в естафеті разом із товаришами зі збірної. 
Свою першу перемогу на етапі кубку світу Хейкконнен здобув у грудні 2009 у Давосі. 
Чемпіоном світу Матті став, вигравши гонку на 15 км на чемпіонаті світу 2011 у Холменколлені.